# Eckart Wintzen

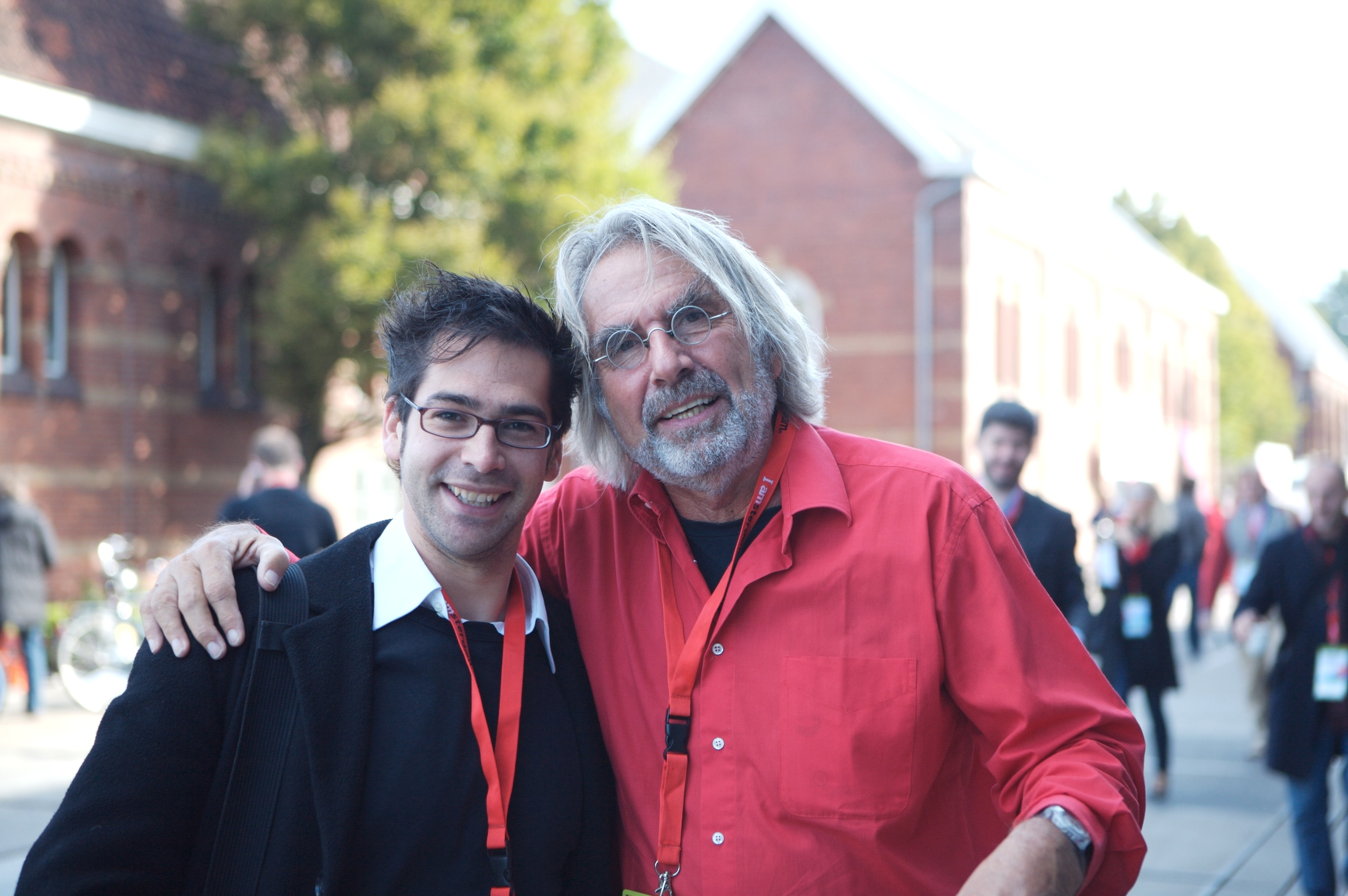
Eckart Wintzen (rechts) in 2007

Eckart Joachim Wintzen (Scheveningen, 19 april 1939 – La Roquette-sur-Siagne, 21 maart 2008) was een Nederlandse ondernemer en 'managementgoeroe'.

## Levensloop
Wintzen werd geboren als derde kind in een gezin waarvan beide ouders huisarts waren. Hij volgde een gymnasiumopleiding aan het Gymnasium Haganum in Den Haag. Hij studeerde een paar jaar wis- en natuurkunde aan de Rijksuniversiteit Leiden waar hij lid was van LSV Minerva, maar maakte zijn studie niet af. Daarna werkte hij tien jaar in de automatisering bij multinationals in binnen- en buitenland, waaronder het toen pas opgerichte PCI (Philips Computer Industrie) en ESA (European Space Agency).
In 1973 richtte hij het Nederlandse dochterbedrijf op van het Amerikaanse GTE/Information Systems. Hij nam het bedrijf in 1976 over via een managementbuy-out en noemde het BSO (Bureau voor Systeem Ontwikkeling) een dienstverlener in de computerautomatisering. Het werd de geboorte van de spraakmakende celfilosofie, een managementconcept waarbij een bedrijf is opgedeeld in vele kleine, volledig zelfstandige, eenheden (cellen). Toen Wintzen in 1996 afscheid nam had BSO/Origin, zoals het bedrijf inmiddels heette, kantoren in 75 steden in 20 landen. Het bedrijf was inmiddels ook gefuseerd met Philips C&P en had daarmee wereldwijd 10.000 medewerkers.
Hij was oprichter/eigenaar van Ex'tent (Eckarts tent), dat durfkapitaal levert voor 'groene' projecten. Wintzen had zitting in diverse besturen, zoals het Dian Fossey Gorilla Fund en het Carbon Disclosure Project. Daarnaast ondersteunde hij initiatieven als het Earth Policy Institute en het Worldwatch Institute en verbond zich publiek met GroenLinks.
In 2008 overleed hij op 68-jarige leeftijd aan een hartinfarct in zijn huis in Zuid-Frankrijk.

## Goeroe
Door zijn eigenzinnige visie kreeg Eckart Wintzen de status van goeroe. Door Van Kooten en de Bie werd er zelfs een typetje op hem gebaseerd, Eberhard Strinzen, die vanaf de bank verschillende maffe filosofische ideeën aandroeg. Eckart Wintzen kon het typetje wel waarderen, en koesterde zelf de titel "professional hippie".